# P-симметрия
P-симметрия — симметрия уравнений движения относительно изменения знаков координат всех частиц. По отношению к этой операции симметричны электромагнитные, сильные и, согласно общей теории относительности, гравитационные взаимодействия. Cлабые взаимодействия несимметричны (см. опыт Ву). Этой операции соответствует один из видов чётности — физическая величина пространственная чётность (P-чётность).
| Симметрия в физике             | Симметрия в физике                    | Симметрия в физике               |
| Преобразование                 | Соответствующая инвариантность        | Соответствующий закон сохранения |
| ------------------------------ | ------------------------------------- | -------------------------------- |
| ↕ Трансляции времени           | Однородность времени                  | …энергии                         |
| ⊠ C, P, CP и T-симметрии       | Изотропность времени                  | …чётности                        |
| ↔ Трансляции пространства      | Однородность пространства             | …импульса                        |
| ↺ Вращения пространства        | Изотропность пространства             | …момента импульса                |
| ⇆ Группа Лоренца (бусты)       | Относительность лоренц-ковариантность | …движения центра масс            |
| ~ Калибровочное преобразование | Калибровочная инвариантность          | …заряда                          |

## Оператор пространственного отражения
Оператором пространственного отражения в квантовой механике называется оператор {\displaystyle \Pi }: {\displaystyle \Pi f(x_{1},x_{2},...)=f(-x_{1},-x_{2},...)}. Гамильтониан {\displaystyle H=\sum _{i=1}^{N}{\frac {p_{i}^{2}}{2m}}+\sum _{i>j}V(|x_{i}-x_{j}|)} в квантовой механике является чётной функцией пространственных координат {\displaystyle x_{1},x_{2},...}. Из этого следует, что {\displaystyle \Pi (H\psi )=H(\Pi \psi )} или {\displaystyle \left[\Pi ,H\right]=0}. Следовательно, пространственная чётность является сохраняющейся величиной (интегралом движения). Из определения оператора пространственного
отражения {\displaystyle \Pi f(x_{1},x_{2},...)=f(-x_{1},-x_{2},...)} следует, что {\displaystyle \Pi ^{2}=1}. Таким образом, собственные значения оператора пространственного отражения могут быть {\displaystyle +1} и {\displaystyle -1}. Эти собственные значения называют Р-чётностью состояния квантовой системы. Оператор пространственного отражения антикоммутирует с координатой
{\displaystyle x} и импульсом {\displaystyle p}: {\displaystyle \Pi p=-p\Pi }, {\displaystyle \Pi x=-x\Pi } и коммутирует c оператором момента {\displaystyle L}: {\displaystyle \left[\Pi ,L\right]=0}, где {\displaystyle L=\sum _{i=1}^{N}x_{i}\times p_{i}}. Пусть {\displaystyle Y_{lm}(\theta ,\varphi )} - собственная функция операторов {\displaystyle L^{2}} и {\displaystyle L_{z}}, отвечающая собственным значениям  {\displaystyle l(l+1)} и {\displaystyle m}, тогда {\displaystyle \Pi Y_{lm}(\theta ,\varphi )=Y_{lm}(\pi -\theta ,\varphi +\pi )=(-1)^{l}Y_{lm}(\theta ,\varphi )}

## Р-чётность
Р-чётность является фундаментальной физической величиной. Справедлив закон сохранения P-чётности в сильных, гравитационных и электромагнитных взаимодействиях. В слабых взаимодействиях P-чётность не сохраняется. В квантовой механике P-чётность описывается через свойства комплексной волновой функции. Состояние системы называется чётным, если волновая функция не меняется при изменении знаков координат всех частиц {\displaystyle \Psi _{p}(-r_{1},...-r_{n})=\Psi _{p}(r_{1},...,r_{n})} и нечётным, если волновая функция изменяет знак при изменении знаков координат всех частиц {\displaystyle \Psi _{np}(-r_{1},...-r_{n})=-\Psi _{np}(r_{1},...,r_{n})}.

## Внутренняя чётность
Все частицы с ненулевой массой покоя обладают внутренней P-чётностью. Она равна либо 1 (чётные частицы), либо −1 (нечётные частицы). Частицы со спином 0 и внутренней чётностью 1 называются скалярными, а с внутренней чётностью −1 — псевдоскалярными. Частицы со спином 1 и внутренней чётностью 1 называются псевдовекторными, с внутренней чётностью −1 — векторными.
Состояние системы {\displaystyle n} частиц называется чётным, если {\displaystyle \Pi _{1}...\Pi _{n}\Psi _{p}(-r_{1},...-r_{n})=\Psi _{p}(r_{1},...,r_{n})} и нечётным, если {\displaystyle \Pi _{1}...\Pi _{n}\Psi _{np}(-r_{1},...-r_{n})=-\Psi _{np}(r_{1},...,r_{n})}, где {\displaystyle \Pi _{1}...\Pi _{n}} — внутренние чётности частиц.